# Nugget Falls
Nugget Falls, également connue sous le nom de Nugget Creek Falls ou Mendenhall Glacier Falls, est une cascade en aval du glacier Nugget, au pied de Bullard Mountain, dans l'État américain d'Alaska. 

## Description
Formée par le ruisseau du glacier Nugget, la cascade a une hauteur de 115 mètres et chute sur deux niveaux (30 mètres et 85 mètres) sur un banc de sable du lac Mendenhall, qui est le bassin d'eau douce en face du glacier Mendenhall. Le lac s'écoule ensuite par la rivière Mendenhall dans le passage Intérieur. La cascade est alimentée par Nugget Creek, lui même alimenté par le glacier Nugget, un glacier affluent sur le flanc de la montagne à l'est de la baie d'Auke. Le ruisseau descend en cascade vers le lac Mendenhall, formant une vallée suspendue, puis plonge par-dessus les chutes jusqu'au lac. Avant le recul du glacier Mendenhall, on disait que les chutes tombaient « directement sur le glacier », ou que le « glacier recouvrait la cascade ».

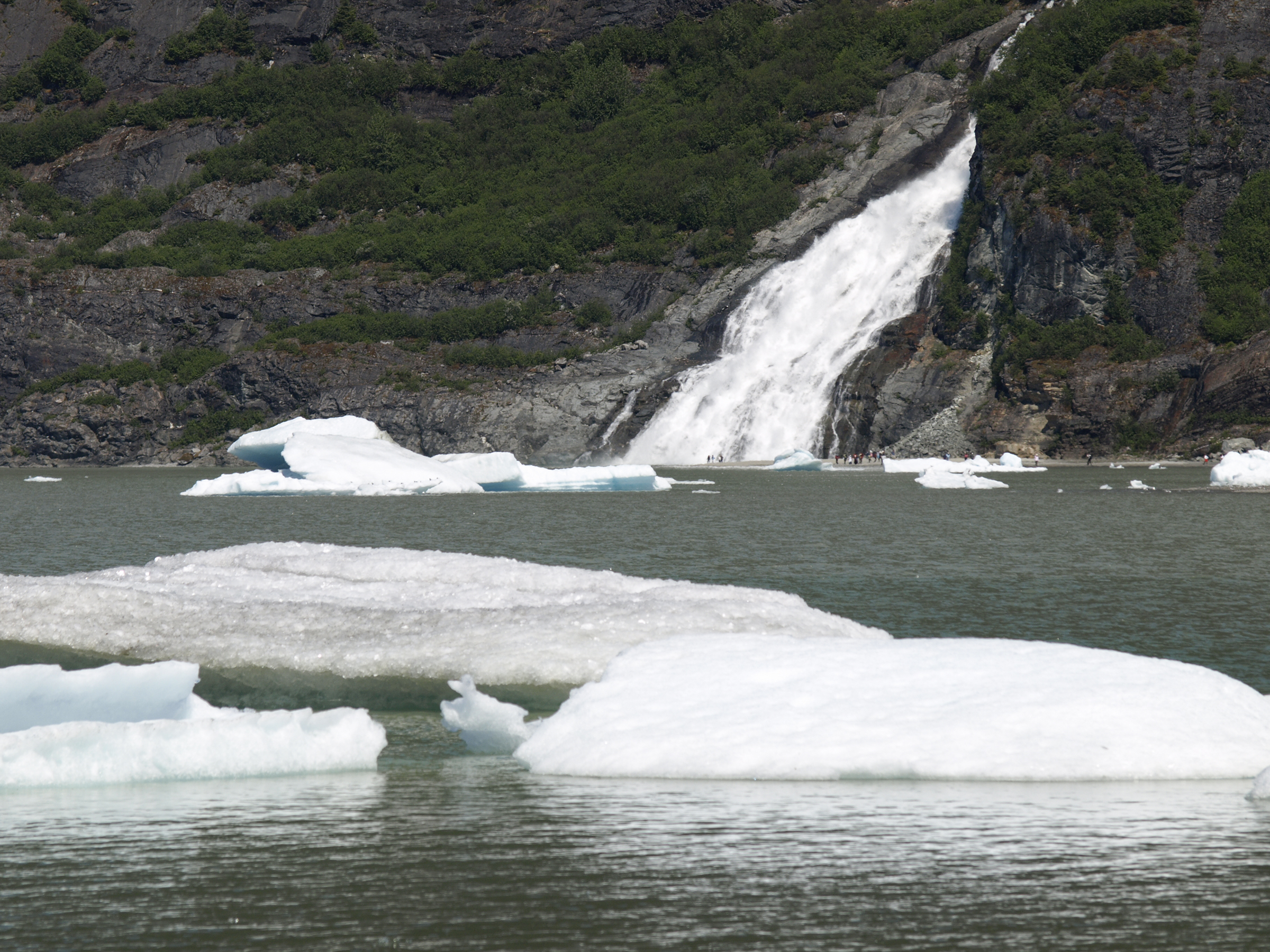
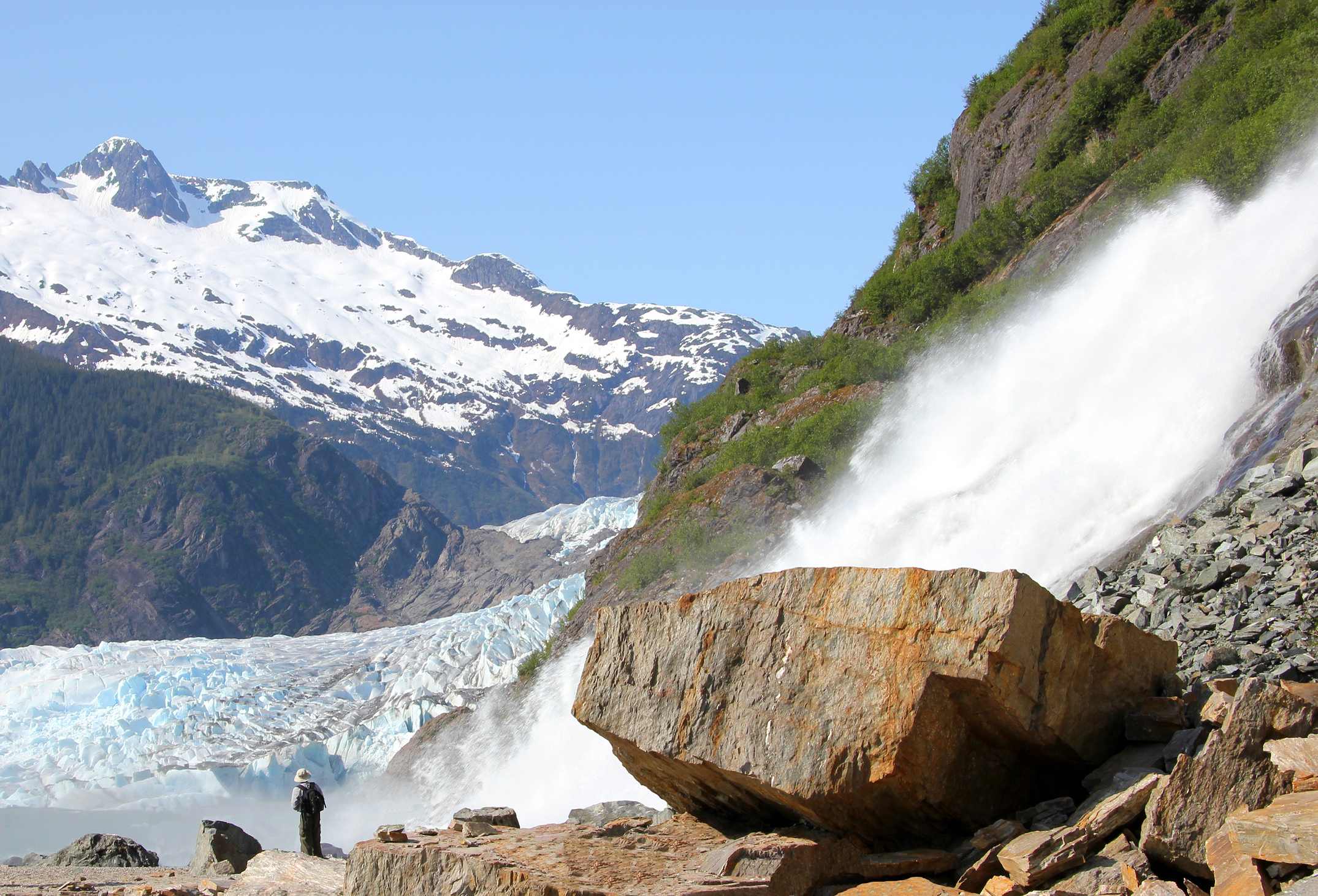
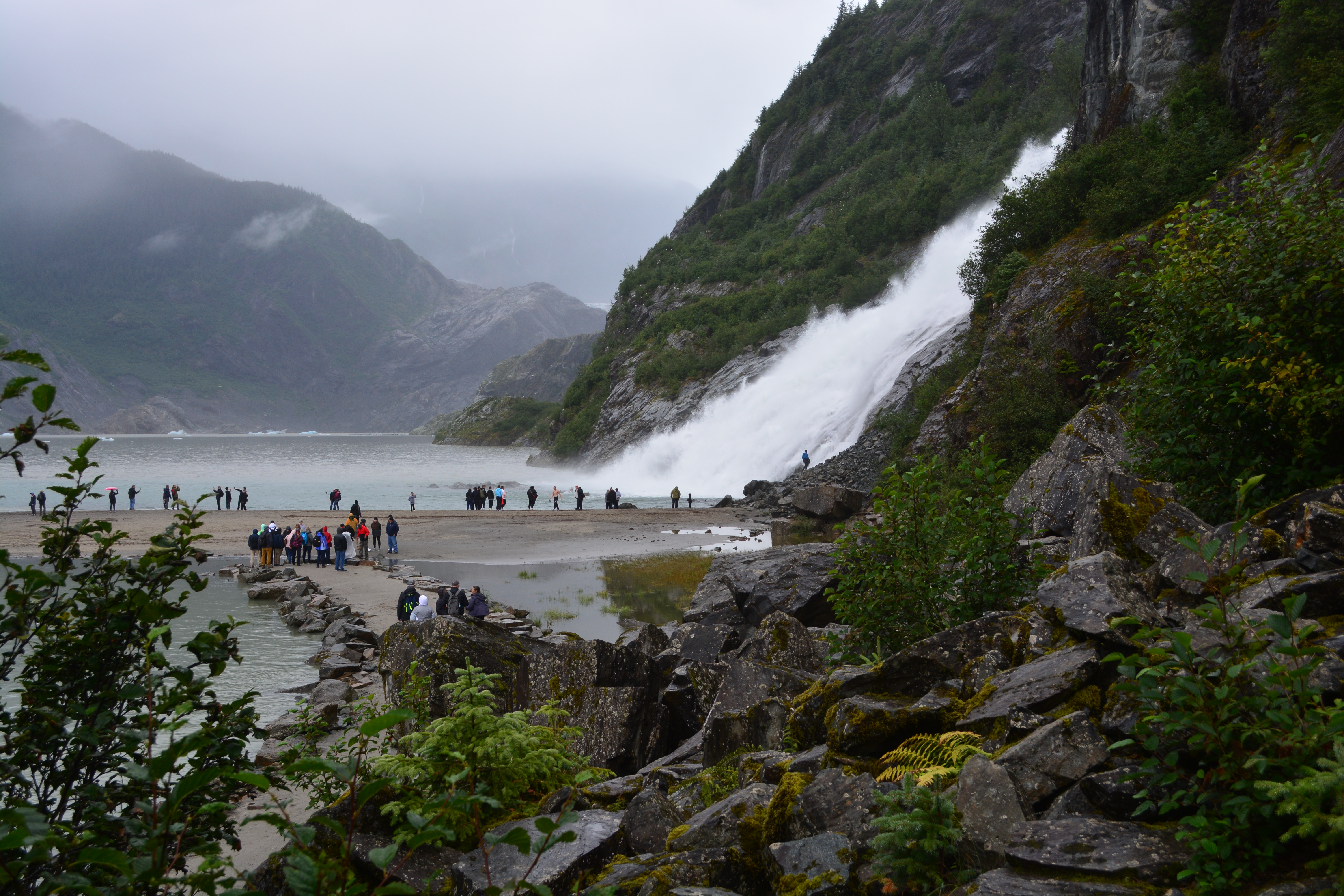

## Liens
- Ressource relative à la géographie :   - World Waterfall Database